# Beechcraft Baron
Il Beechcraft Baron è un aereo da trasporto leggero/utility bimotore ad ala bassa  sviluppato nei tardi anni cinquanta ed inizialmente prodotto dall'azienda statunitense Beech Aircraft Corporation  a partire dai primi anni sessanta; attualmente è realizzato, nelle sue ultime versioni, dalla Hawker Beechcraft Corporation, azienda del gruppo Onex Holding Corporation.
Il Baron, variante del Beechcraft Bonanza o più specificatamente del Travel Air, venne introdotto nel 1961 affiancando l'offerta del bimotore Twin Bonanza in quanto, pur avendo delle caratteristiche in comune, l'azienda ritenne che i due fossero modelli interamente differenti e rivolti a tipologie di mercato non in concorrenza.
Benché originariamente progettato per il mercato dell'aviazione civile, le sue caratteristiche ne hanno suggerito la proposta anche sul mercato militare sviluppandone anche una versione, identificata come T-42/T-42AT Cochise, specificatamente sviluppata come aereo da addestramento per lo United States Army, l'esercito statunitense.

## Utilizzatori
(lista parziale)

### Civili
Canada
- Buffalo Airways

### Governativi
Spagna
- Sociedad de Salvamento y Seguridad Marítima

### Militari
Bolivia
- Fuerza Aérea Boliviana

4 consegnati per compiti di trasporto, 2 in servizio a tutto il 2017. 1 consegnato a maggio 2018 ed utilizzatio per sorveglianza ed osservazione.
 Cile
- Fuerza Aérea de Chile

 Colombia
- Fuerza Aérea Colombiana

 Rep. Centrafricana
- Force Aérienne Centrafricaine

 El Salvador
- Fuerza Aérea Salvadoreña

1 Baron G58 conseganto nel 2016, precipitato il 2 dicembre 2021.
 Haiti
- Corps d'Aviation d'Garde d'Haiti

 Messico
- Fuerza Aérea Mexicana

 Pakistan
- Pakistani Fida'iyye

 Paraguay
- Fuerza Aérea Paraguaya

 Rhodesia
- Rhodesian Air Force

 Stati Uniti
- United States Army

 Sudan
- Al-Quwwat al-Jawwiyya al-Sudaniyya

1 Baron 58 in servizio al luglio 2019.
 Turchia
- Türk Kara Kuvvetleri

 Uruguay
- Fuerza Aérea Uruguaya

 Venezuela
- Servicio Aéreo del Ejército Venezolano

 Zimbabwe
- Air Force of Zimbabwe

## Curiosità
Il Beechcraft Baron era il tipo di aereo che nel film Airport '75 entrava in collisione frontale con un Boeing 747.